# Melinoides contacta
Melinoides contacta är en fjärilsart som beskrevs av W. Warren 1904. Melinoides contacta ingår i släktet Melinoides och familjen mätare. Inga underarter finns listade i Catalogue of Life.